# Margareta av Foix
Margareta av Foix, född 1453, död 15 maj 1486 i Nantes, var en hertiginna av Bretagne, gift med hertig Frans II av Bretagne. 
Hon var dotter till drottning Eleonora av Navarra och greve Gaston IV av Foix. Hon gifte sig med Frans II av Bretagne, i hans andra äktenskap, 27 juni 1474 i Clisson. 
Barn:
1. Anna av Bretagne
2. Isabella av Bretagne